# Planchonella sandwicensis
Planchonella sandwicensis (Hawaïaans: alaa) is een struik of een tot 12 m hoge boom uit de familie Sapotaceae. De plant is endemisch op Hawaï. De vruchten zijn roodbruin en niet eetbaar. Ze bevatten tot 9 mm grote zaden.
De soort komt voor in droge tot vochtige bossen op 240-980 m hoogte op alle grote eilanden, behalve op Ni'ihau en Kaho'olawe.
Het melksap van de plant werd door de oorspronkelijke bewoners van Hawaï gebruikt als vogellijm voor het vangen van vogels. Het harde, gele hout werd gebruikt voor het bouwen van huizen en het vervaardigen van kano's en speren.

## Synoniemen
- Planchonella ceresolii (Rock) H.St.John
- Planchonella densiflora (Hillebr.) Pierre ex H.J.Lam
- Planchonella puulupensis Baehni & O.Deg.
- Planchonella rhynchosperma (Rock) H.St.John
- Planchonella spathulata var. densiflora (Hillebr.) H.St.John
- Pouteria ceresolii (Rock) Fosberg
- Pouteria rhynchosperma (Rock) Fosberg
- Pouteria sandwicensis (A.Gray) Baehni & O.Deg.
- Sapota sandwicensis A.Gray
- Sideroxylon ceresolii Rock
- Sideroxylon rhynchospermum Rock
- Sideroxylon sandwicense (A.Gray) Benth. & Hook.f. ex Drake
- Sideroxylon sandwicense var. auratum Hillebr.
- Sideroxylon spathulatum var. densiflorum Hillebr.

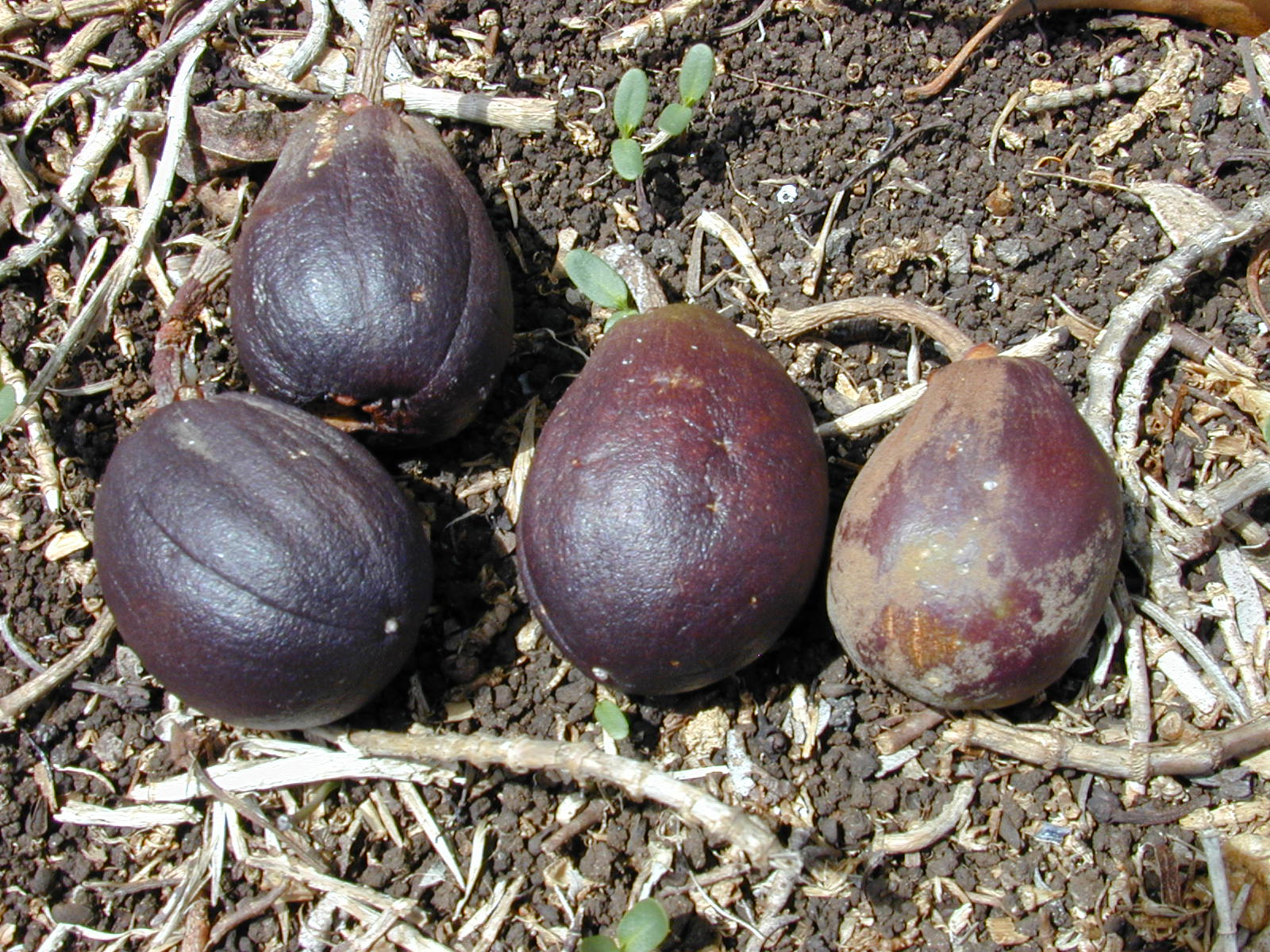
vruchten